# ديفيد مكنيل (منافس ألعاب قوى)
ديفيد مكنيل (بالإنجليزية: David McNeill) هو منافس ألعاب قوى أسترالي، ولد في 6 أكتوبر 1986.

## وصلات خارجية
- ديفيد مكنيل على موقع الاتحاد الدولي لألعاب القوى (الإنجليزية)
- ديفيد مكنيل على موقع النتائج التاريخية لألعاب القوى الأسترالية (الإنجليزية)
- ديفيد مكنيل على موقع الدوري الماسي (الإنجليزية)
- ديفيد مكنيل على موقع TFRRS.org (الإنجليزية)
- ديفيد مكنيل على موقع اللجنة الأولمبية الدولية (الإنجليزية)
- ديفيد مكنيل على موقع أوليمبيديا (الإنجليزية)
- ديفيد مكنيل على موقع اللجنة الأولمبية الأسترالية (الإنجليزية)
- ديفيد مكنيل على موقع اتحاد ألعاب الكومنولث (مؤرشف) (الإنجليزية)